# Claude Hopkins
Pour les articles homonymes, voir Claude C. Hopkins et Hopkins.
Claude Hopkins, né le 24 août 1903 à Alexandria en Virginie, mort le 19 février 1984 à New York, est un pianiste de jazz. Son surnom est « Crazy Fingers » (« doigts fous »).
Il commence sa carrière musicale à l'âge de 21 ans, comme accompagnateur, avec l'orchestre de Wilbur Sweatman. Il reste moins d’un an avec cette formation.
En 1925, il part pour l'Europe comme directeur musical de la Revue nègre, avec Joséphine Baker, et Sidney Bechet dans l'orchestre. Revenu aux États-Unis en 1927, il joue alors sur le « TOBA circuit » avec The Ginger Snaps Revue. De retour à New-York, il joue dans l'orchestre de Charlie Skeets. Pendant la période 1932-1936, il dirige un orchestre de Harlem comprenant de nombreux musiciens de jazz qui deviendront célèbres plus tard comme Edmund Hall, Jabbo Smith et Vic Dickenson. C'est sa période musicale la plus réussie avec de longues prestations dans les salles de bal comme le Savoy et le Roseland, ainsi qu'au Cotton Club. En 1937, il part pour une tournée avec son groupe.
À partir de 1968, il est membre du Jazz Giants.
Il enregistre un disque intitulé Crazy Fingers en 1972.
Le morceau Crazy Fingers (paroles de Robert Hunter, musique de Jerry Garcia) des Grateful Dead est un hommage à Claude Hopkins.